# Medangasem
Medangasem is een bestuurslaag in het regentschap Karawang van de provincie West-Java, Indonesië. Medangasem telt 9310 inwoners (volkstelling 2010).